# Уинд-Ривер (индейская резервация)

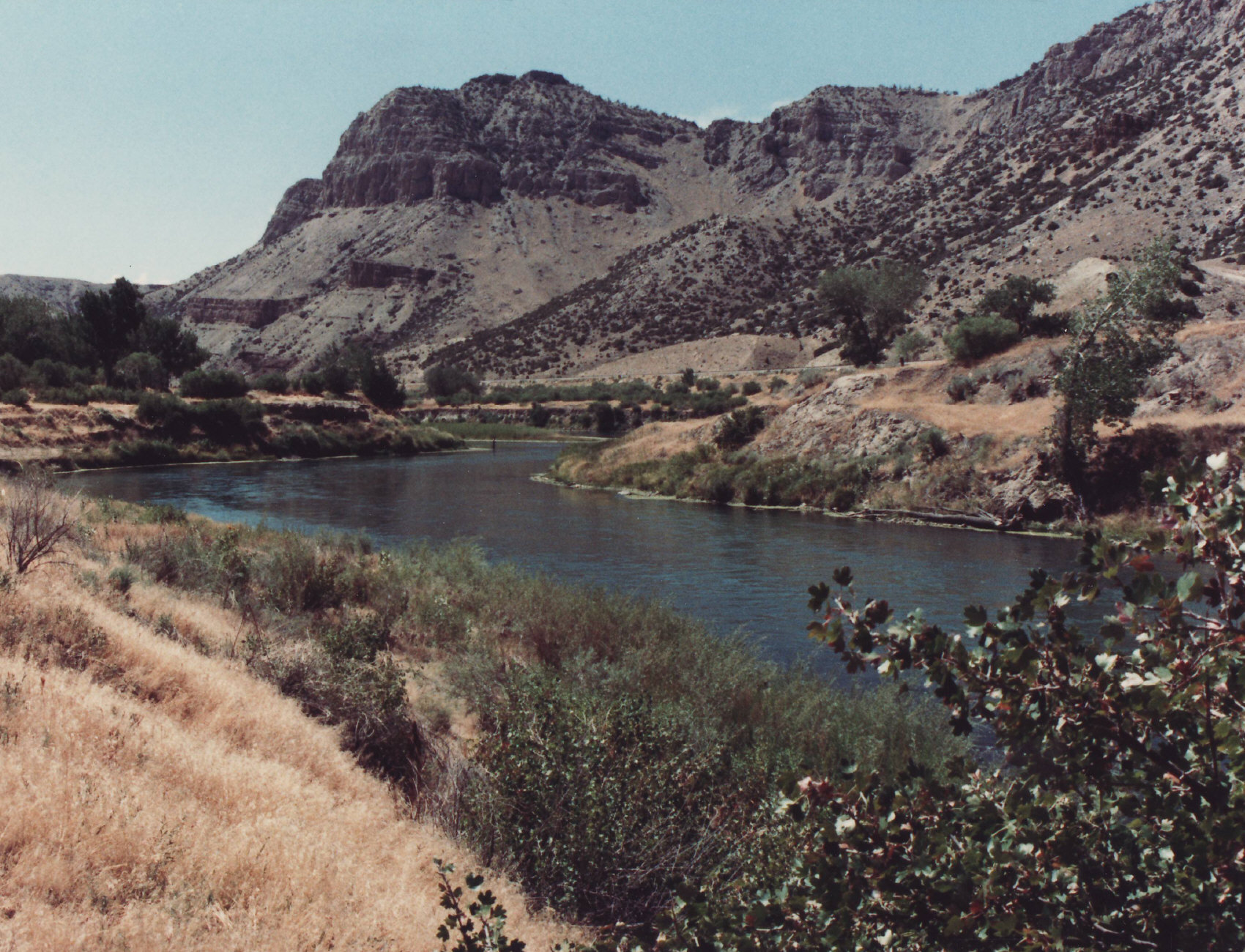
Река Уинд в резервации Уинд-Ривер, Вайоминг.

Уинд-Ривер (англ. Wind River Indian Reservation) — индейская резервация, расположенная в центрально-западной части штата Вайоминг.

## История
Индейская резервация Уинд-Ривер была образована в 1868 году для восточных шошонов. Армейский военный пост Кэмп-Оджер, основанный 28 июня 1869 года, располагался на месте нынешнего города Ландер. В 1870 году он был переименован в Кэмп-Браун и перенесён на территорию современного Форт-Вашаки.
В 1878 году в резервации поселились  северные арапахо. Эти два племени традиционно враждовали между собой, поэтому принудительное поселение в совместную резервацию было трудным несколько лет. В 1938 году восточным шошонам правительство США выплатило 4,5 млн. долларов за восточную часть резервации, отданную арапахо. Восточные шошоны главным образом занимают западную территорию резервации, северные арапахо в основном находятся на востоке резервации.

## География
Уинд-Ривер — седьмая по площади индейская резервация в США. Она занимает территорию площадью 9147, 86 км² или более 3,5 тыс. квадратных миль, из которых 8995,733 км² приходится на сушу. Территория резервации Уинд-Ривер охватывает более трети округа Фримонт и часть округа Хот-Спрингс.

## Демография
По данным переписи в 2000 году насчитывалось 23 237 человек. Индейцы составляли 28,9% населения резервации или 6728 человек, из них 54% — северные арапахо, 30% — восточные шошоны.
Крупнейшим городом, расположенным на территории резервации, является Ривертон.

## Населённые пункты

### Города
- Павиллион
- Ривертон
- Хадсон

### Статистически обособленные местности
- Арапахо
- Болдер-Флатс
- Джонстаун
- Кроухарт
- Форт-Уошаки
- Этет